# Харири, Саад
Саад ад-Дин Рафик аль-Харири (араб. سعد الدين رفيق الحريري‎; род. 18 апреля 1970, Эр-Рияд, Саудовская Аравия) — ливанский миллиардер, государственный и политический деятель. Премьер-министр Ливана в 2009—2011 и 2016—2020 годах. Второй сын Рафика Харири, убитого премьер-министра Ливана. После смерти своего отца возглавил 28 апреля 2005 года партию «Движение за будущее», созданную его отцом, а также ливанскую «Коалицию 14 марта». Депутат Парламента Ливана от избирательного округа Бейрут с 28 июня 2005 года. Провёл несколько лет за границей, а 8 августа 2014 года вернулся в Ливан и уже 3 ноября 2016 года был назначен премьер-министром.

## Ранние годы
Саад Харири — сын Рафика Харири и его первой жены Нидаль аль-Бустани (родом из Ирака), родился и вырос в Эр-Рияде, Саудовская Аравия. Помимо арабского, говорит на английском и французском языках. Окончил Джорджтаунский университет по специальности «Управление бизнесом». Затем вернулся в Ливан и управлял частью бизнеса отца до его убийства. Когда его отец был убит в феврале 2005 года, его состояние достигало 4,1 миллиарда долларов. Согласно журналу Forbes, в списке самых богатых людей мира он находится под номером 522.

## Виды деятельности
До начала политической карьеры Харири служил президентом правления компании «Oger Telecom», оказывающей телекоммуникационные услуги на Среднем Востоке и в Африке. Являлся председателем правления компаний «Omnia Holdings», членом правления «Oger International Entreprise de Travaux Internationaux», «Saudi Oger», «Saudi Investment Bank», «Saudi Research and Marketing Group» и «Future Television».

## Политическая карьера
20 апреля 2005 года семья Харири объявила, что Саад Харири возглавит «Движение за будущее», суннитское движение, которое было создано его покойным отцом. Он также возглавил ливанскую коалицию M14, образованную после «кедровой революции», деятельность которой, наряду с массовыми демонстрациями и при поддержке Запада, привела к выводу сирийских войск с территории Ливана спустя 29 лет.

### Премьер-министр (2009—2011)
Саад Харири был премьер-министром Ливана с 9 ноября 2009 по 13 июня 2011 года.

### Кризис государственного управления
12 января 2011 года, вскоре после того, как Саад Харири фотографировался с Бараком Обамой в Овальном кабинете, оппозиционные партии отделились от объединённого кабинета министров Ливана в знак протеста против неспособности правительства принимать жёсткие решения. Это привело к краху кабинета министров. Выход партии «Хезболла» из состава правительства привёл к трениям в результате расследования убийства Рафика Харири. Офицеры отдела спецопераций «Хезболла» были причастны к этому.
Четыре месяца Харири исполнял обязанности премьер-министра. Новое правительство Ливана было сформировано 13 июня 2011 года, его возглавил Наджиб Микати. Он же создал коалицию «8 марта».

### Сирийский ордер на арест
12 декабря 2012 года Сирия выдала ордер на арест Харири, депутата партии «Движение за будущее» Окаба Сакра и официального представителя ССА Луайя аль-Мокдада по обвинению в снабжении оружием и финансировании Сирийских оппозиционных групп. В ответ Харири сделал официальное заявление, назвав Башара Асада «чудовищем».

### Премьер-министр (2016—2019)
После более чем двухлетнего застоя пост Президента Ливана занял претендент от коалиции «8 марта» Мишель Аун. Вскоре после инаугурации он подписал указ о назначении Харири премьер-министром во второй раз. Вступление в должность состоялось 18 декабря 2016 года.
4 ноября 2017 года, второй раз за месяц находясь с визитом в Эр-Рияде, в телевизионном обращении обвинил Иран во вмешательстве в арабские дела и объявил о своей отставке.
Спустя несколько дней власти Саудовской Аравии потребовали от подданных королевства немедленно покинуть Ливан, а анонимные представители ливанского правительства высказывали в прессе мнение, что Харири находится под давлением саудовских властей и не обладает свободой передвижения. В свою очередь, ливанская пресса отмечала необычные особенности его последнего визита на Аравийский полуостров: он неожиданно отправился туда один, в сопровождении двоих телохранителей.
По состоянию на 10 ноября, ливанские власти не получили документа о сложении полномочий от Харири. В связи с этим он остаётся премьер-министром Ливана. Высокопоставленные источники Reuters в правительстве Ливана заявили, что Саад Харири удерживается под домашним арестом в Саудовской Аравии, а источники Al Jazeera рассказали, что президент страны Мишель Аун обратится за помощью к США, Великобритании, Китаю и России ради возвращения премьера в Ливан.
В ночь на 22 ноября 2017 года, совершив поездки во Францию, в Египет и на Кипр, вернулся в Ливан и объявил, что его отставка откладывается по требованию президента Ауна.
24 декабря 2017 года «The New York Times» опубликовала свою версию всех этих событий, основанную на информации осведомлённых экспертов и должностных лиц региона. По их сведениям, через несколько часов после своей встречи 3 ноября с видным иранским политиком Али Акбаром Велаяти Харири получил письмо от саудовского короля Салмана с предложением немедленно прибыть к нему, что он и не преминул сделать. С 6 часов вечера 3 ноября до 1 часа ночи он ожидал в своём собственном доме принца Мухаммеда, с которым, как он полагал, ему предстоит сафари в пустыне, однако, тот не появился. Подробности событий следующего утра неясны, но, по мнению аналитиков, на Харири, вероятно, оказывалось давление с использованием того факта, что у него двойное гражданство и частный бизнес в Саудовской Аравии, а принц Мухаммед в этот же день, 4 ноября, начал кампанию массовых арестов принцев в рамках борьбы с коррупцией. В итоге ливанскому премьеру вручили готовый текст речи об отставке со словами об угрозе его жизни, исходящей от Хезболлы, и в 2 часа 30 минут дня он зачитал её перед телекамерами в комнате по соседству с кабинетом принца. Когда в последующие дни иностранные дипломатические представители посещали Харири, в комнате неизменно присутствовали саудовские телохранители, и на вопрос, можно ли переговорить с ним с глазу на глаз, Харири отвечал отрицательно. В качестве возможных целей саудовской интриги называют дестабилизацию Ливана через массовые протесты антишиитских политических сил.
29 октября 2019 года после двухнедельных протестов в стране, вызванных налогом на мессенджеры от 17 октября, подал в отставку в заявлении по ТВ, но исполнял обязанности главы правительства до 21 января 2020 года, когда премьер-министром стал Хасан Диаб.

### Поручение сформировать новое правительство (2020—2021)
22 октября 2020 года президент Аун вновь поручил Сааду Харири, заручившемуся поддержкой 65 из 128 депутатов парламента, сформировать правительство после отставки Диаба и провала попытки Мустафы Адиба стать его преемником.
9 декабря 2020 года Харири по итогам проведённых политических консультаций представил главе государства состав своего будущего кабинета из 18 министров.
10 января 2021 года Джебран Басиль, лидер президентского Свободного патриотического движения и зять президента Ауна, призвал Харири сложить полномочия по формированию кабинета, поскольку Харири несёт большую долю вины за кризисную ситуацию в Ливане, а стране для выхода из тупика нужны новые политики.
14 февраля 2021 года Харири обвинил президента Ауна в саботировании усилий по формированию нового правительства и заявил, что Ливан может выйти из кризиса только при помощи арабских стран и международного сообщества.
15 июля 2021 года после отказа Ауна утвердить очередной список министров предполагаемого правительства Харири собрал пресс-конференцию и объявил о прекращении им попыток сформировать новый кабинет.